# Caldwell Esselstyn
Caldwell Blakeman Esselstyn Jr. Jr. (New York, 12 dicembre 1933) è un chirurgo, nutrizionista ed ex canottiere statunitense.
È stato campione olimpico di canottaggio, vincendo la medaglia d'oro alle Olimpiadi di Melbourne del 1956.
Il dottor Esseslstyn propone una dieta basata di cibi naturali, integrali e di origine vegetale per arrestare e fare regredire le patologie cardiovascolari. Il libro di Esselstyn Come prevenire e guarire le malattie cardiache con l'alimentazione (2007) ha influenzato l'ex Presidente degli Stati Uniti Bill Clinton ad adottare una dieta vegana dopo aver sofferto un infarto nel 2004.
È apparso nei documentari statunitensi Forchette contro coltelli (2011), What the Health (2017) e The Game Changers (2018).